# Bill Hoskyns
Henry William Furse „Bill“ Hoskyns (* 19. März 1931 in London; † 4. August 2013 in North Perrott, Somerset) war ein britischer Fechter und Weltmeister.
Er nahm an sechs Olympischen Spielen von 1956 bis 1976 in Folge teil und trat sowohl mit dem Degen, dem Florett als auch mit dem Säbel an.

## Erfolge
Bill Hoskyns belegte bei den Olympischen Spielen 1956 in Melbourne mit der Degen-Mannschaft den vierten Platz. 1958 wurde er in Philadelphia mit dem Degen Einzelweltmeister. Bei den Olympischen Spielen in Rom erhielt Hoskyns Silber mit der Degen-Mannschaft und belegte im Florett-Einzel den siebten Platz. Bei den Olympischen Spielen in Tokio erhielt er Silber im Degen-Einzel. 1965 gewann er bei den Weltmeisterschaften in Paris Silber im Degen-Einzel. Auch bei den Commonwealth Games gewann er zahlreiche Medaillen: neunmal sicherte er sich im Einzel bzw. mit der Mannschaft die Goldmedaille, zudem gewann er einmal Silber im Florett-Einzel.
Er wurde von 1956 bis 1958 sowie 1967 mit dem Degen, 1966 mit dem Säbel sowie 1959, 1964 und 1970 mit dem Florett britischer Meister.